# Pasqua 79
Pasqua 79 är ett reservat i Kanada.   Det ligger i provinsen Saskatchewan, i den sydöstra delen av landet, 2 200 km väster om huvudstaden Ottawa.
Trakten runt Pasqua 79 består till största delen av jordbruksmark. Runt Pasqua 79 är det mycket glesbefolkat, med 2 invånare per kvadratkilometer.